# K2突擊步槍
K2突擊步槍（韩语：K2 소총）是大韓民國國軍裝備的制式步槍，它由韩国國防發展局開發，1982年由SNT Motiv（大宇精密工業的前身）生產，發射5.56×45毫米NATO子弹，此外弹匣和M16步枪兼容。

## 历史[1]
在整個 60 年代，韓國軍方一直配發美國小型武器，特別是 M1 加蘭德、M1 和 M2 卡賓槍以及 M3A1冲锋枪。韓國捲入越戰后開始接收美國M16A1。從 1974 年開始，韓國人在獲得國內使用許可的情況下生產了 M16A1 版本。 M16 的許可生產價格昂貴，而且附帶政治條件，韓國認為這些條件相當煩苛。因此，從 1972 年開始，韓國工業界開始開發本土步槍設計。原始原型的彈膛尺寸為 7.62x51mm，這是當時的北约標準彈藥。這些成果被命名為 XB-1 到 XB-5，利用了盡可能多的 M16 組件以及傳統的直接氣體傳動操作方法。
然後在 1975 年，推出了 XB-6，它使用與 AKM 相同的長行程活塞導氣结构。 1977 年，該武器被重新设计為 5.56x45mm 彈匣，並命名為 XB-7。經過模擬實戰環境測試後，這把槍被正式命名為 K2。

## 設計
K2突擊步槍是一款採用長行程活塞導氣原理，可選射擊模式（全自動與半自動）的5.56毫米口徑突擊步槍，它以STANAG彈匣供彈。其護木、握把和可摺疊槍托均由高強度聚合物製成。它的槍機系統由M16突擊步槍衍生而來，但是步槍各部件和M16均不通用，也解決了可能侵犯柯爾特M16步槍的專利問題。槍機氣體傳動系統是從以色列的IMI加利爾突擊步槍衍生而來（而加利爾的槍機氣體傳動系統本身又是由AK衍生而來），從而比M16更為簡單和可靠。其膛線為六條右旋，纏距7.3寸。K2步槍堅固、耐用、精確，贏得了韓國士兵的歡迎。
氣體傳動系統可使用子彈尖進行預先調整。氣塞有小、中、大、關四個位置。關閉位置用於發射槍榴彈。槍口與 M16 上使用的標準M7刺刀相同。手槍握把內藏有一個緊湊的保養套件。向內按壓扳機護環前部的彈簧銷，可使該部件向下樞轉並移開，以便在戴厚手套時使用。上機匣頂部有兩個螺紋孔，用於安裝瞄準鏡支架。

## K1卡賓槍及K2突擊步槍的分別
儘管K1卡賓槍一般被認為是K2突擊步槍的卡賓槍版，但基於以下理由，把K1卡賓槍作為一種獨立的卡賓槍更為合理：
- K1的研發比K2要早。
- K1採用和M16突擊步槍相同的直接導氣式（Direct impingement）系統，而K2步槍採用AK式的長行程活塞導氣原理。
- K2膛線纏距7.3寸發射近代SS109 5.56毫米步槍彈，而K1的膛線纏距12寸則適合發射早期M193 5.56毫米步槍彈。

## 衍生型
- MAX-2
- AR-100
- DR-200：K2的半自動民用型。
- DR-300：發射7.62×39毫米彈藥的半自動民用型。
- K2C
- K2C1

## 圖片

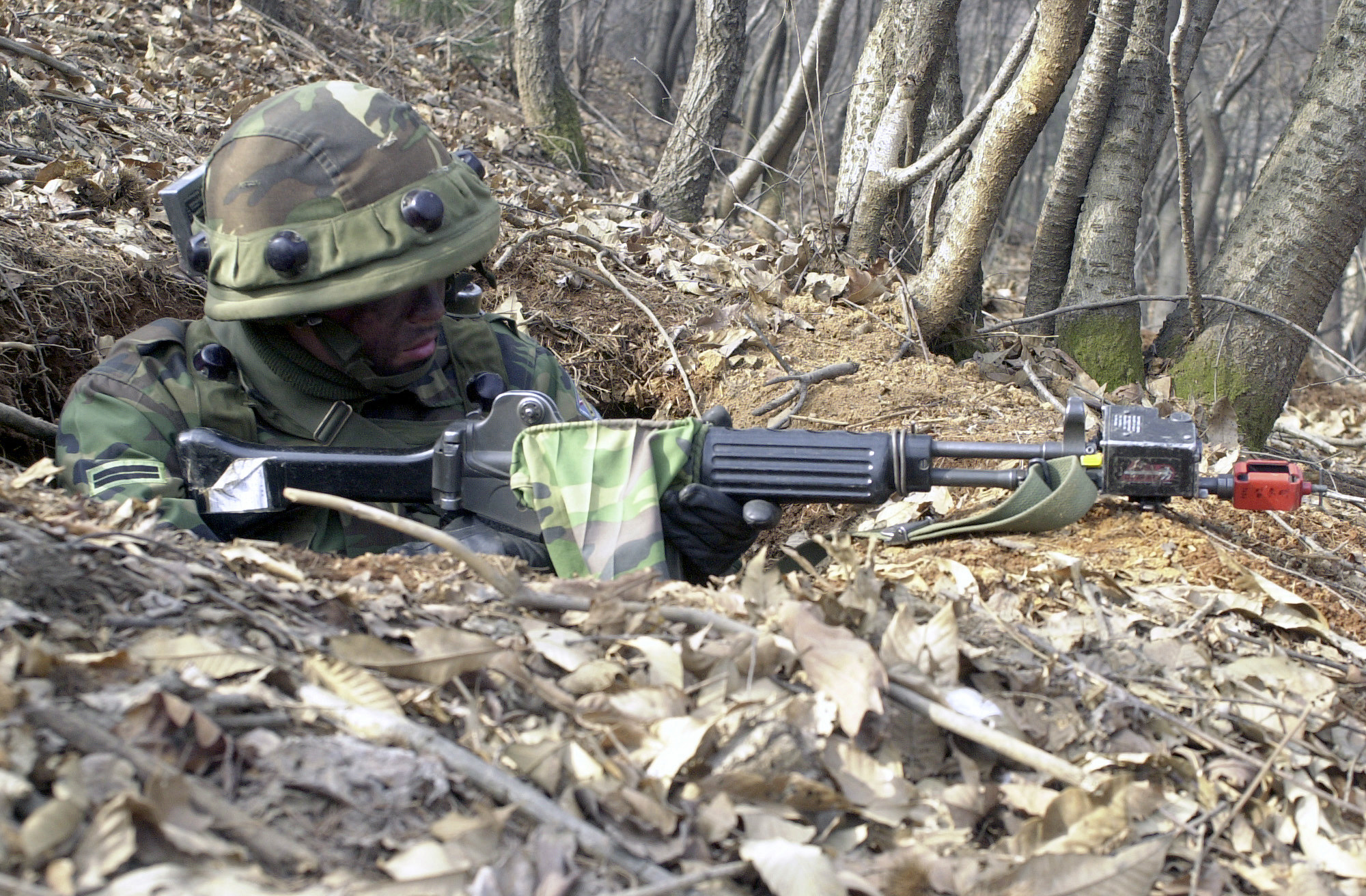
裝有多重整合激光演習系統(MILES)的K2突擊步槍
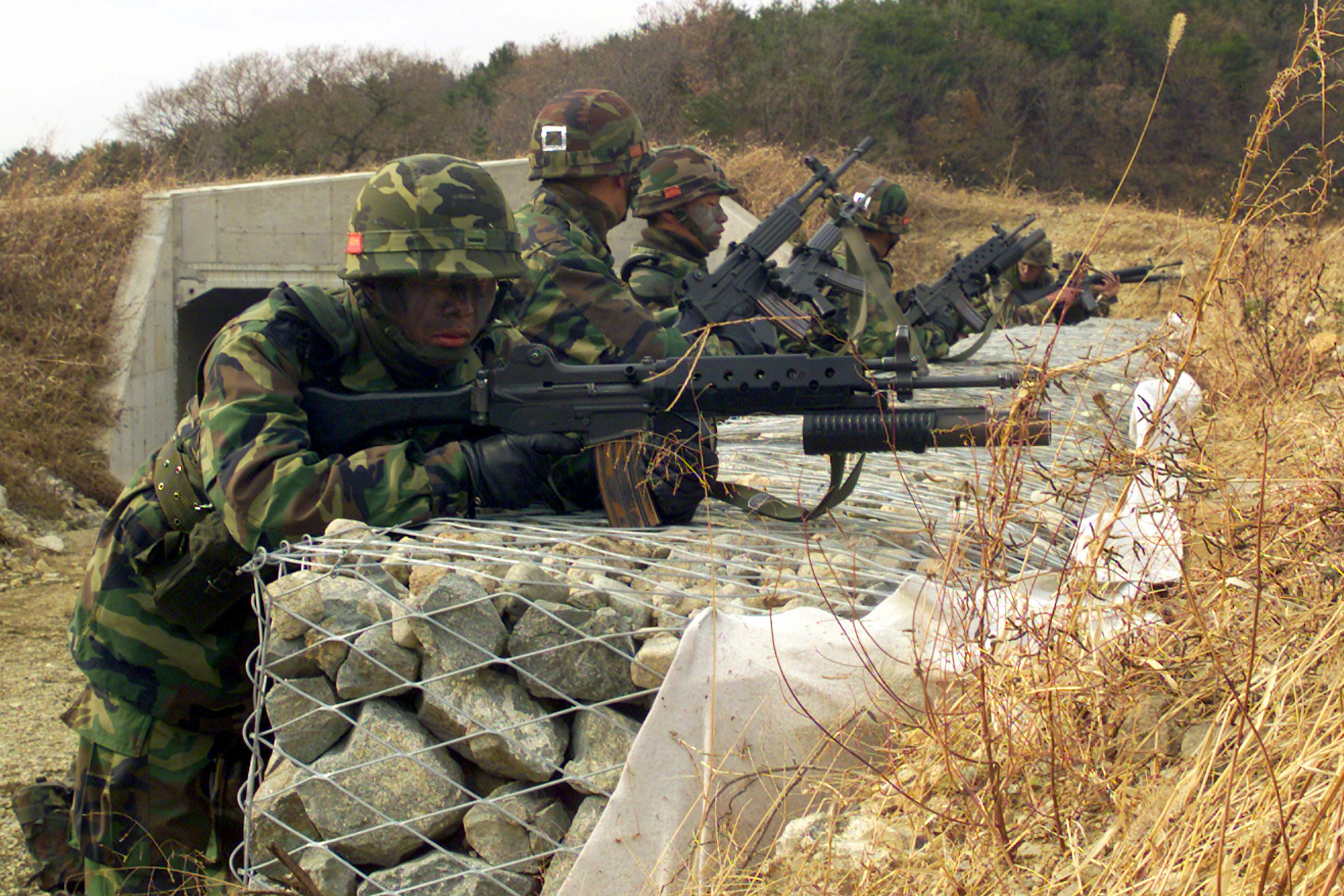
打開腳架的K2突擊步槍
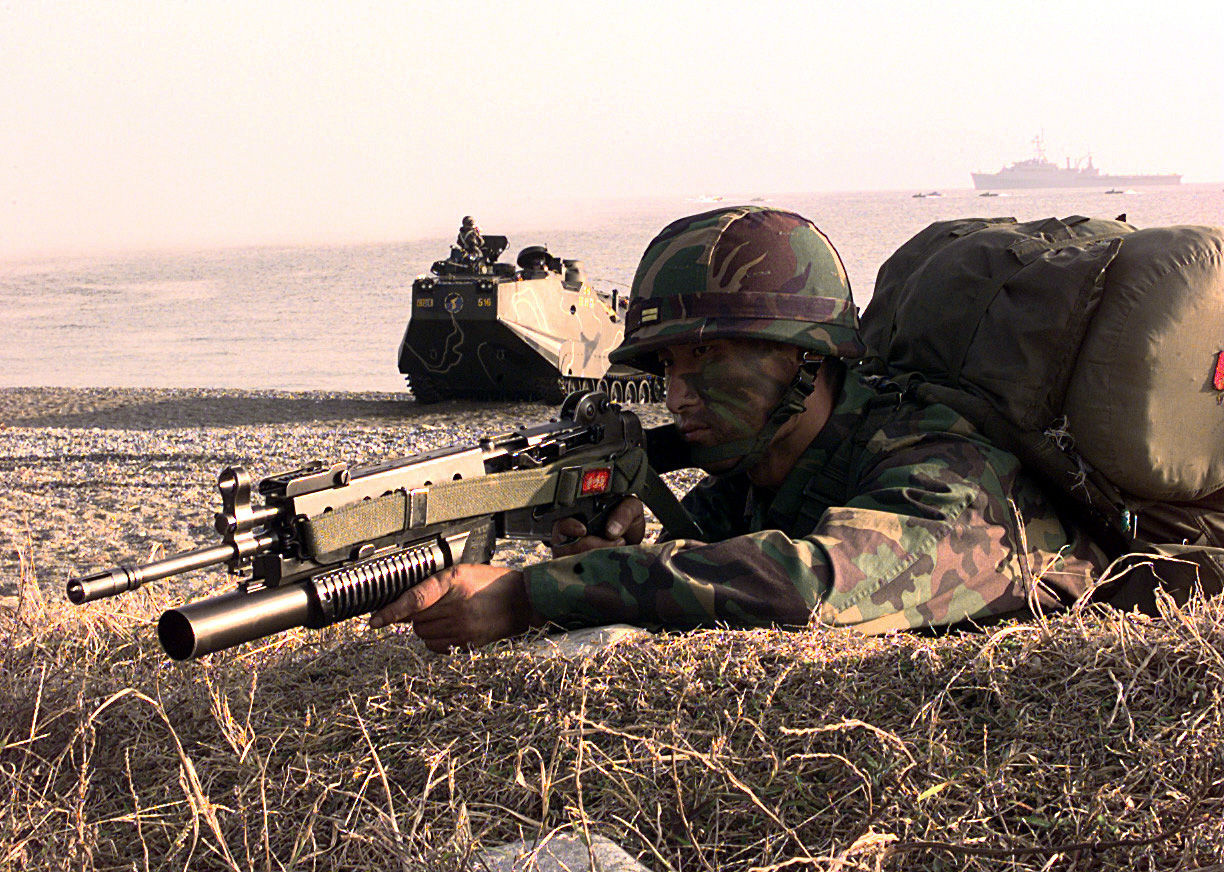
韓國海軍陸戰隊隊員持著裝上K201榴彈發射器的K2突擊步槍
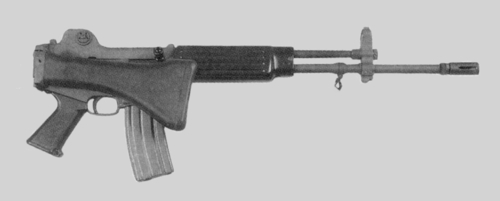
槍托摺疊後
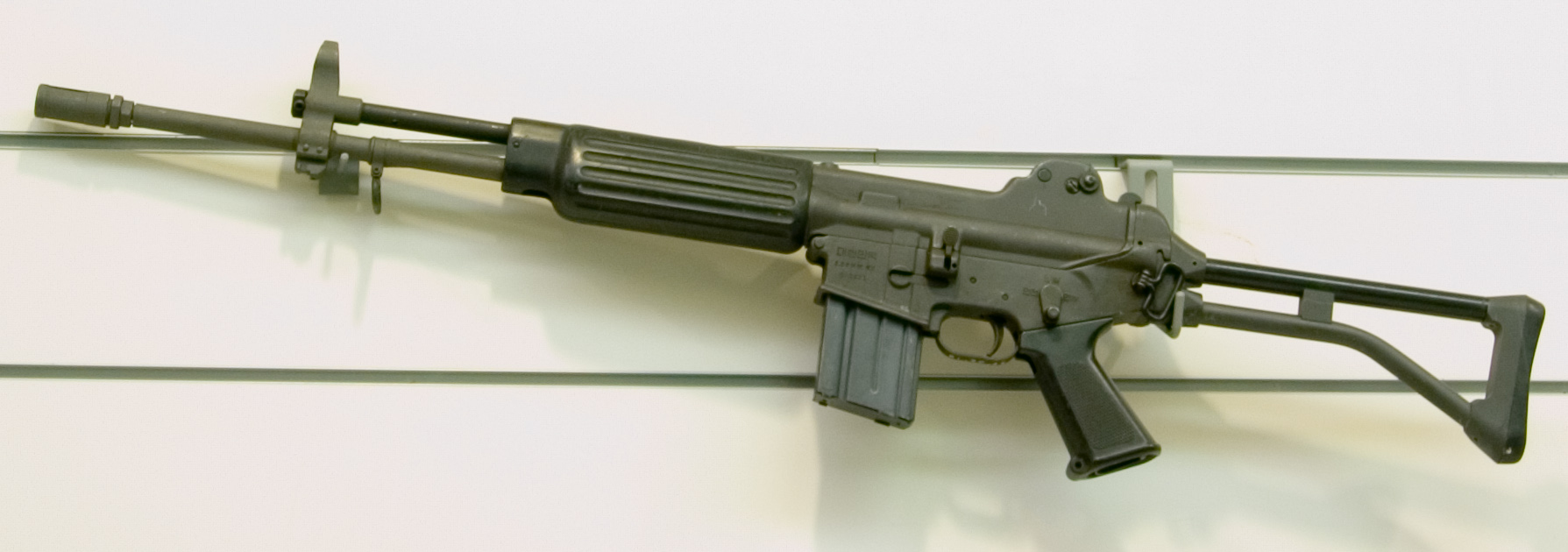
早期型
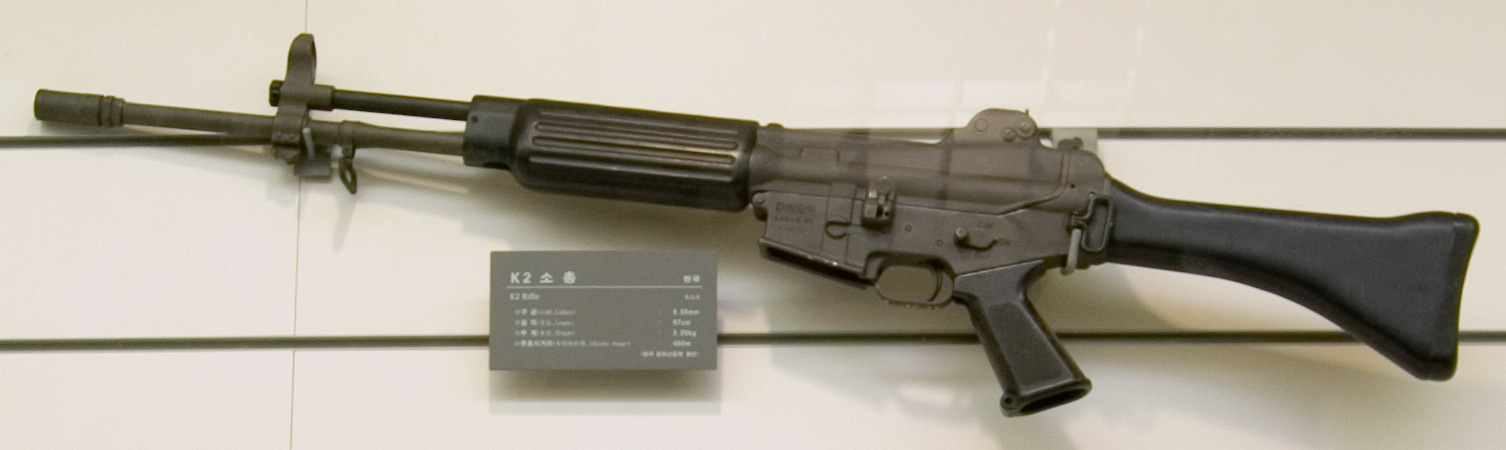
韓國戰爭紀念館收藏
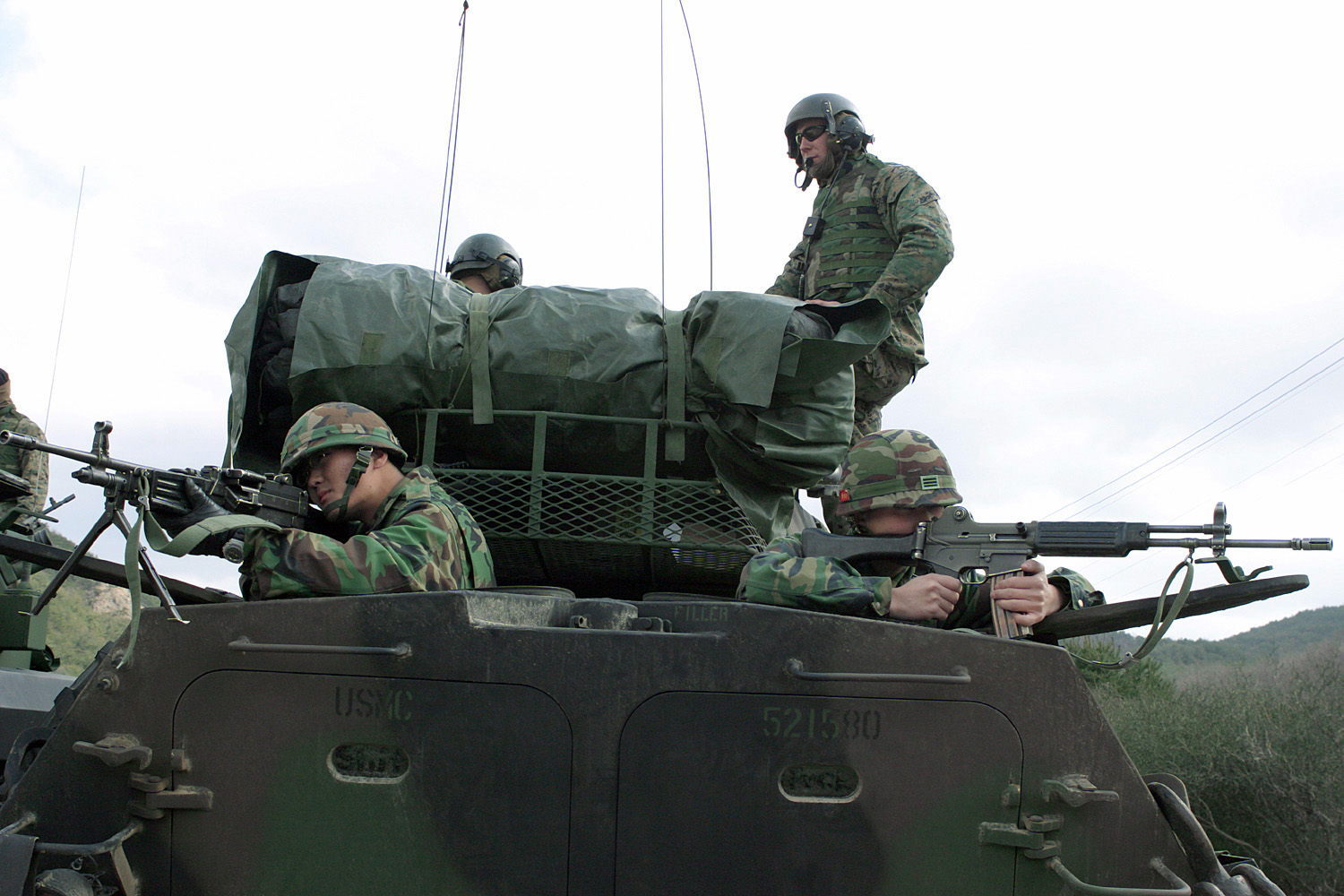
K3輕機槍及K2突擊步槍
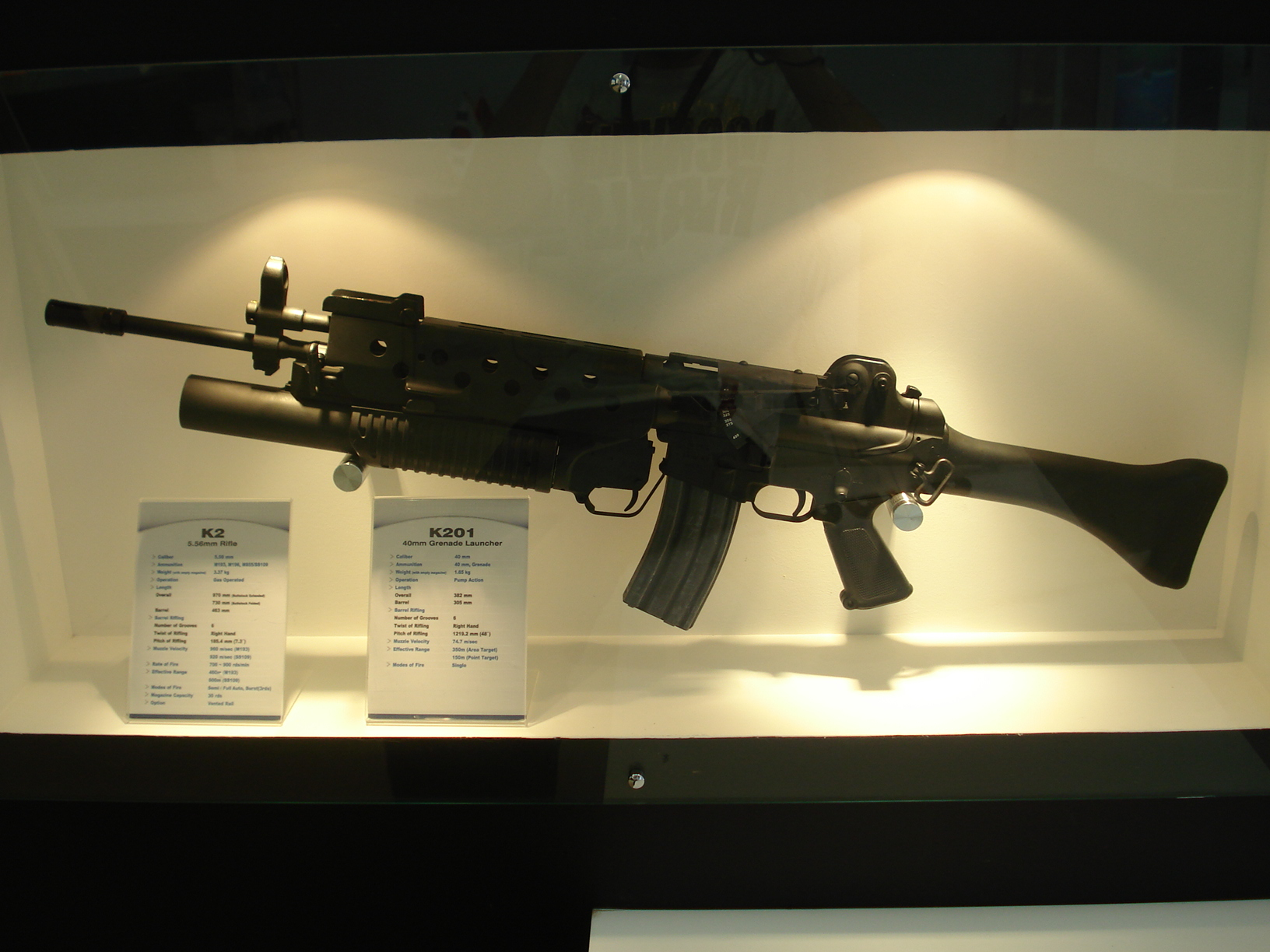
裝上K201榴彈發射器的K2突擊步槍

## 使用國
- 巴林
- - 孟加拉海軍特殊戰潛水與打撈部隊（英语：Special Warfare Diving and Salvage）[2]
- 柬埔寨
  - 柬埔寨王家陸軍特種部隊司令部
- 斐济
  - 斐濟軍隊[3]
- 印度尼西亞
  - 印尼國家武裝部隊：在2008年購入了210枝[4]。
- 伊拉克
  - 伊拉克特种作战部队
- - 大韓民國國軍：制式步槍。
- 黎巴嫩[5]
- 马拉维
- 墨西哥
- 奈及利亞－為繼韓國後第二個使用K2的國家；在1983年購入3,000枝[5]。
- - 朝鮮人民軍：為當地仿製型，推斷是在滲透韓國境內期間打扮成韓國士兵時使用[6]。
- 秘魯
  - 秘魯海軍步兵（英语：Peruvian Naval Infantry）[7]
- 菲律賓
- 塞内加尔[5]
- 泰國

## 流行文化

### 電子遊戲
- 2002年—《全球使命（英语：Global Operations）》
- 2004年—《特種部隊Online》
- 2007年—《戰地之王》：型號為K2 Rail，在商城以歐元作為販賣，在準確度和穩定度有著優異的表現。后又作为韩版“老枪更新计划”中的一员推出升级版K2 MOD 1。有两款转蛋版本，分别为“K2 Wild Howling 杀破狼”和“K2 豹”。
- 2007年—《穿越火线》
- 2013年—：登場型號為DR-200和K2C。
- 2016年—《少女前線》：為五星步槍人形，可透過普通建造與重型建造取得，原先因應2017年11月24日韓國伺服器開放而先行於韓國伺服器實裝，後於同年12月7日開放於其他國家伺服器建造，設定上喜歡吃辣雞翅但對過辣的食物苦手，影射K2步槍因射擊過熱而故障之情形。
- 2012年—《战争前线》：命名为“大宇K2”，使用30发弹匣供彈，为步枪手专用武器，无需解锁即可购买。并可以改装枪口配件（通用消音器、突击消音器、突击制退器）、战术导轨配件（通用握把、突击握把）以及瞄准镜（EOTECH 553全息瞄准镜、绿点全息瞄准镜、ELCAN SpecterDS瞄准镜、红点瞄准镜、步枪高级瞄准镜）。拥有韩国国旗涂装版本，强化威力与载弹，可以改装枪口配件（通用消音器、突击消音器、突击制退器、突击刺刀）、战术导轨配件（通用握把、突击握把、突击握把架、枪挂型榴弹发射器）以及瞄准镜（EOTECH 553全息瞄准镜、绿点全息瞄准镜、ELCAN SpecterDS瞄准镜、红点瞄准镜、步枪高级瞄准镜、Trijicon ACOG瞄准镜）。
  - 在很久以前的版本里，其余的步枪总载弹量均为120发的情况下，K2的备弹却为封测时期的230发，再加上弹匣里的30发子弹，使其总载弹量达到了惊人的260发。也正因为如此，K2曾经在PVE模式中收到很多步枪手的青睐。但随着部件改革的版本更新之后，K2的备弹被改回了正常的90发，而总载弹量也被改回了大多数步枪的120发，直接导致了K2的冷门化。
  - 韩国版本为韩国服务器独占武器，但由于韩国服务器宣布停服，因此韩国版本也正式宣布绝版。
- 2021年—《絕地求生》：命名為「K2」。可裝彈匣、槍口、瞄準鏡（最高支持六倍鏡）。可使用單發、連發、全自動。

### 電影
- 2016年—：確認KTX列車上最後兩位倖存的孕婦和小女孩的精準射手（手上K2步槍加裝瞄準鏡）以及上前營救的士兵，上述為釜山防守線的韓國士兵所持有。

### 動畫
- 2016年—：鎮壓感染者與射殺倖存平民的韓國士兵所持有。

## 參看
- 大宇集團
- K1卡賓槍
- K3輕機槍
- K7衝鋒槍
- DAR-21突擊步槍
- K11多用途步槍
- 各國軍隊制式步槍列表

## 外部連結
- K1 throuh K7 images（页面存档备份，存于）
- R.O.K Joint Chiefs of Staff
- World Guns link
- Daewoo Upgrades